# 19インチラック

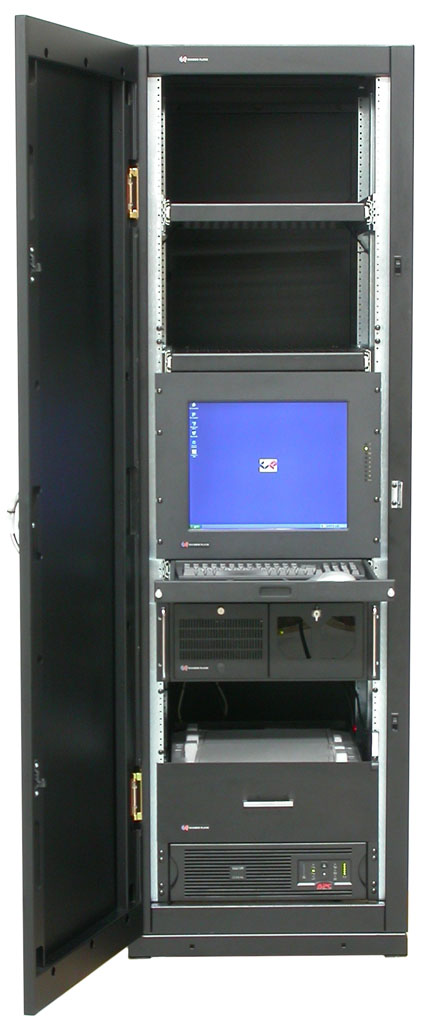
19インチラックの例

19インチラック (19-inch rack)は、電子機器を収容するため、機器の取り付け幅を19インチ (in)（482.6ミリメートル (mm)）に規定して標準化されたラックまたはキャビネットの総称である。
インターネットデータセンター等に設置され、ラックマウント型サーバを格納する。

## 定義
電子機器を収納するラックおよびキャビネットの定義は、IEC 60917-1 Ed.1.1 2009（Modular order for the development of mechanical structures for electronic equipment practices - Part 1:Generic standard）に基づく。また、19インチラックおよびキャビネットの寸法規格はIEC 60297-3-100 Ed.1 2008 (Mechanical structures for electronic equipment- Dimensions of mechanical structures of the 482,6 mm (19 in) series- Part 3-100 : Basic dimensions of front panels, subracks, chassis, racks and cabinets)に基づく。
19インチラックは、電子機器用の機構としてIEC 60297-3-XXXシリーズで規格化された19インチシステムの階層構造の一部である。

## 規格開発

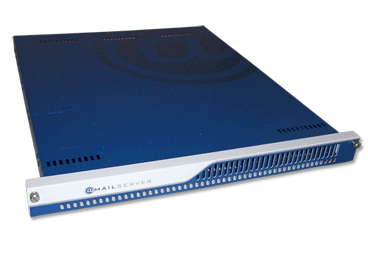
1Uサイズのサーバーの例（写真はメールアプライアンス）

### 19インチ規格
通信機をシャシーに搭載してラックに収納する方法は、軍事用として第二次世界大戦中の米国におけるASA C83/9規格にみられる。この規格ではシャシーをラックに取り付るためのフランジの幅は19インチ (480 mm)、高さのピッチは1U = 1.75インチ (44.5 mm)と定められた。戦後、通信機器の分野で19インチシャシーとラックの構成は世界中に普及する。ASA規格はEIA規格に改編され、数度の改訂を経て ANSI/EIA RS310-C 1971 (Rack, Panels and Associated Equipment) が発行された。この規格では19インチ規格に基づくラック、パネルおよび搭載用のシャシーの寸法のみが規定されている。19インチラックはこの規格を引用してEIAラックと呼ばれることもある。

### 19インチシステム規格
1960年代に入って産業用電子機器、通信機器の分野でプリント基板の採用が普及し始めた時点で、DINではプリント基板を収納するシャシーの標準化について検討を開始した。ここではラックおよびシャシーの寸法は19インチ規格（EIA規格）を採用するものとし、19インチ規格のシャシーにプリント基板を搭載する方法として次の基準を設定した。
1. プリント基板の寸法を統一する。
2. プリント基板の相互接続はバックプレーンで行うため、コネクタの種類を統一する。
3. 放熱のためにプリント基板は垂直に配置する。

こうして1970年代に、マイクロエレクトロニクスの時代に適合する電子機器用の機構として、
- レベル1 - プリント基板用機構部品、
- レベル2 - サブユニット（プラグインユニット）、
- レベル3 - 19インチサブラックおよびシャシー、19インチフロントパネル/バックプレーン、
- レベル4 - ハウジング（ケースおよびラック/キャビネット）

と、階層構造がデザインされ、それぞれのインターフェース寸法を規定したDIN 41494シリーズが開発された。
DIN 41494シリーズではプリント基板の相互接続を行うコネクタとして、70年代に産業用コネクタとして評価が確立したDIN 41612（通称DINコネクタ）の採用が前提となっており、その後、80年代にIEC規格としてIEC TC48/SC48Dに提案され、IEC 297シリーズ（電子機器用19インチ構造規格）とともに IEC TC48/SC48BにおいてIEC 603-2 規格（DINツーピースコネクタ規格）が成立した。
これらは規格番号の表示変更や内容の改訂が行われ、19インチシステム規格はIEC 60297-3シリーズ (Mechanical structures for electronic equipment- Dimensions of mechanical structures of the 482,6 mm (19 in) series　Part 3-XXX)、DINツーピースコネクタ規格はIEC 60603-2:1995 (Connectors for frequencies below 3 MHz for use with printed boards - Part 2: Detail specification for two-part connectors with assessed quality, for printed boards, for basic grid of 2,54 mm (0,1 in) with common mounting features)となっている。

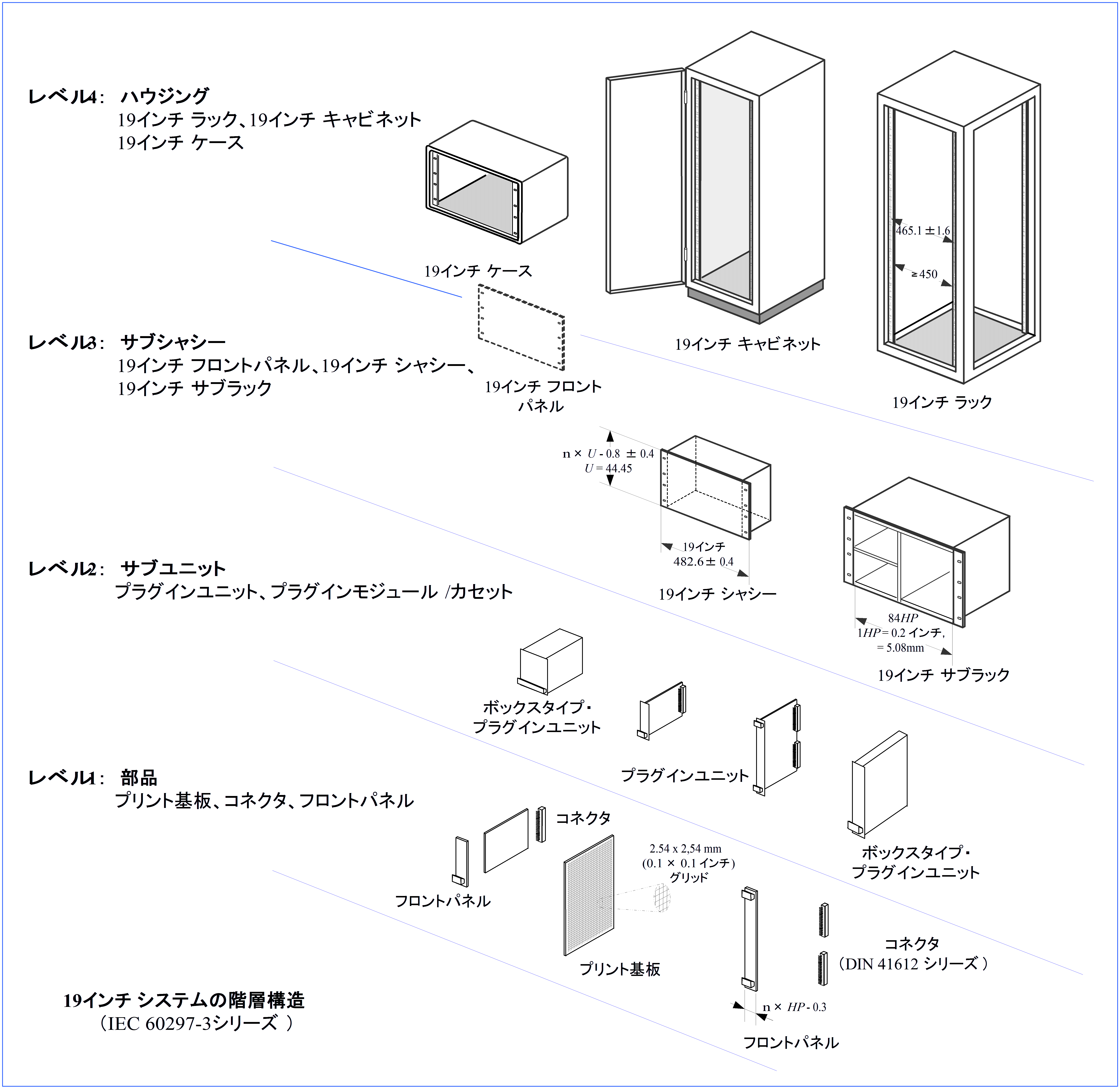
19インチシステム（IEC 60297-3 シリーズ）の階層構造

### 19インチシステム規格の適用とメトリックシステムの開発
1970年代および80年代を通じて、19インチシステム（DIN 41494シリーズあるいはIEC 297シリーズ）は主として欧州で、通信機器・交換機の機構として採用される。一方で、1982年に発表されたVMEbusの仕様では、そのコンピュータモジュールとシステムの機構に、DIN 41612コネクタとともに19インチサブラック/プラグインユニットの構造を採用した。VMEbusは32ビットのマイクロプロセッサを利用するオープンアーキテクチャーの標準コンピュータバスの仕様として、米国において産業用あるいは軍事用のコンピュータとして大きな注目を集め、マーケットにおける普及とともに、IEEEでIEEE 1014-1987 - IEEE Standard for A Versatile Backplane Bus: VMEbusとして規格化される。そこで用いられている19インチシステムもより実用的な構造規格として、IEEE 1101:1987 (Mechanical Core Specifications For Microcomputers, Standard For Describes the basic dimensions of a range of modular subracks conforming to IEC 297-3-1984, for mounting in equipment according to IEC 297-1-1986)が発行された。
19インチシステムにおけるサブラックとプラグインユニットは、19インチラックの規格からスタートし、プリント基板の相互接続の技術的課題を、既存の寸法系の中で解決しようとしたものである。プリント基板をプラグインユニットとしてモジュール化し、堅牢な構造のサブラックに収納する。収納されたモジュールはサブラックに固定されたバックプレーンによって相互接続される。その接続用に信頼性の確立したコネクタを採用する。すなわち19インチシステムの機構とDIN41612コネクタの組み合わせである。この構造は通信機器、電子計測、VMEbusなどの産業用コンピュータなど、様々な分野で採用されることになる。19インチラックはこうした電子機器システムの一番外側のハウジングとして利用された。
1980年代の後半になるとDIN・IEC・ETSIで新たな電子機器用の機構の開発と標準化の検討がはじまる。プリント基板の高密度実装、コネクタの多極化、電子機器の動作周波数の高速化、これらに付随するEMC対策、放熱対策の要求が顕在化したからである。プリント基板上の電子部品はデュアルインラインICの0.1インチピッチから、SMD/SMTの採用によるメトリックの実装グリッドに移行し、コネクタもDIN 41612コネクタ（0.1インチピッチ/96ピン）から2.5ミリメートルあるいは2ミリメートルのピッチでより多極化・高性能化したメトリック寸法のコネクタが開発されつつあった。さらに、19インチシステムではインチ系の寸法が基準となるためCAD/CAEの利用に馴染みにくいとして、電子機器用の機構の寸法体系をメートル系で統一するための基本寸法規格 (Generic Standard)、IEC 917 (Modular order for the development of mechanical structures for electronic equipment practices)が1988年に発行され、これに基づく実用規格としてメトリックシステムの開発がDIN・IEC・IEEEでスタートした。
メトリックシステムでは19インチシステムと同様に四つのレベルの階層を持つ。DINでは90年代初頭にコネクタは2.5ミリメートル (mm)ピッチのメトリックコネクタ (DIN 41642)の採用を前提にDIN 43356シリーズを完成していたが、IEEEでVMEbusの次世代を担う標準バスとしてFuturebus+ (IEEE 869)の開発が進んでおり、そこでは2ミリメートルピッチのコネクタの採用が決まったことから、IECとIEEEは並行してメトリックシステムの開発を進め、IEC 60917シリーズおよびIEEE 1301シリーズが90年代初頭に完成した。これを受けて19インチラックの寸法規格であったANSI/EIA RS310-Cは、IEEE1301シリーズと連携してメトリックキャビネット・ラックの寸法を導入したANSI/EIA-310-D 1992 に改定された。
メトリックシステムの特徴は次のようにまとめることができる。
1. 電子機器用の機構の寸法体系をメートル系で統一した。その基本モジュール寸法は25ミリメートルで、ラックやキャビネットが設置される室内空間においてもこのモジュール寸法が敷衍される。一方では最小のモジュール寸法は0.5ミリメートルである。
2. プリント基板の高密度実装にともなうコネクタの多極化に対応して、プラグインユニットは挿抜機能持つハンドルが採用される。
3. プラグインユニットとバックプレーンの相互接続におけるコネクタの多極化、挿抜ハンドルの採用によるサブラックの剛性の向上が図られた。
4. 電子機器の動作周波数の高速化によるRFI対策のため、サブラックにおける電磁シールド機能の追加が行われた。
5. プリント基板・プラグインユニットにおける熱の放散を考慮したサブラックの構造が採用された。

メトリックシステムは高度化する電子機器の要求に対応する機構が国際規格として標準化されたため、産業用コンピュータや通信機器の分野で、19インチシステムに取って代わると予想された。しかし、一連の規格開発の終了と前後して起きた東西冷戦構造の解消とともに、米海軍でのFuturebus+の採用プロジェクトが中止となり、米国におけるFuturebus+とメトリックシステムに対する期待が急速に低下し、その結果VMEbusの後継システムとしての開発プロジェクトが途絶えた。一方、ヨーロッパでは、メトリックシステムは通信機器用のETSIキャビネット/ラックとして採用が定着した。
90年代の中ごろ以降は、VMEbusの高性能化が図られる一方で、PCIバスなどのWindows PCのI/Oインターフェイスを産業用コンピュータバスに利用する動きが出てきた。その中で19インチシステムを採用したCompactPCIの仕様が1996年に開発されている。ここにおいて19インチサブラックはメトリックのそれと同じような2ミリメートルピッチ多極コネクタ採用し、それに対応するプラグインユニット用の挿抜式のハンドル、サブラックにおける電磁シールド機能の追加などが開発され、規格化がIEEEとIECで行われた。その結果、メトリックシステムの採用は大きく後退して今日に至っている。
19インチシステムは現在もなお、産業用コンピュータの主要な機構として、VMEbusやCompactPCIとともに採用されている。また、1990年の後半以降、インターネットの爆発的な普及で、ルーターやスイッチ、サーバがIT機器として新たなマーケットを形成したが、 これらの機器の大半は19インチラックへの搭載を前提としており、19インチシャシーの外形寸法を採用している。ここにISPやVoIPの電話網を構築するテレコムキャリアにおいて、19インチラックは広く採用されることになった。さらに2010年以降、IP網とクラウドコンピューティングの普及によってデータセンタの建設が急増すると、ここにおいても19インチラックの需要は拡大している。

代表的な19 inサーバラックの寸法 (ミリ mm単位)

## 19インチラックとメトリックラック
19インチラックの寸法規格はIEC 60297-3-100 Ed.1 2008によるが、同じ内容が対応JIS規格: JIS C 6012-3-100: 2015（電子機器用の機械的構造 - 482.6 mm (19 in)シリーズの機械的構造寸法 - フロントパネル，サブラック，シャシ，ラック及びキャビネットの基本寸法）として発行されている。
メトリックラックの寸法規格 (IEC 60917-2-1 Ed.1: 1993)もJIS C 6011-2: 1998（電子機器用ラック及びユニットシャシのモジュラオーダ−　第 2 部: 25mm 実装のインタフェイス整合寸法）の「附属書1（規定）キャビネット及びラック寸法」で見ることができる。
下図に19インチラックとメトリックラックの寸法規定の概要を示す。
19インチラック（キャビネット）およびメトリックラック（キャビネット）の標準的な幅寸法 Wc/WC0 は600 mm、奥行寸法 D/DC0 は 600 mm、高さ H/HC0 は1800, 2000, 2200 mmである。機器取付けねじの幅寸法は、19インチラックで 465.1±1.6 mm、メトリックラックでは465 mm（ETSI仕様は515 mm）である。
なおEIA規格とJIS規格では、ユニットシャーシの高さの規格が異なる。JIS規格では高さが50mm刻み（1998年版では高さ100mm未満の場合に25mm刻みも許可されている）なのに対し、EIA規格では前述の通り1.75インチ（約44.45mm）刻みとなっている。それに伴い縦（高さ）方向のネジ穴の間隔も異なるため、機器側とラック側で採用する規格が異なる場合に備え変換金物なども販売されている。
データセンタでは大型のルーターやサーバー搭載のために、奥行寸法の深いラック、あるいはネットワークケーブルの敷設スペースを得るために幅寸法が大きいラックが採用されている。 

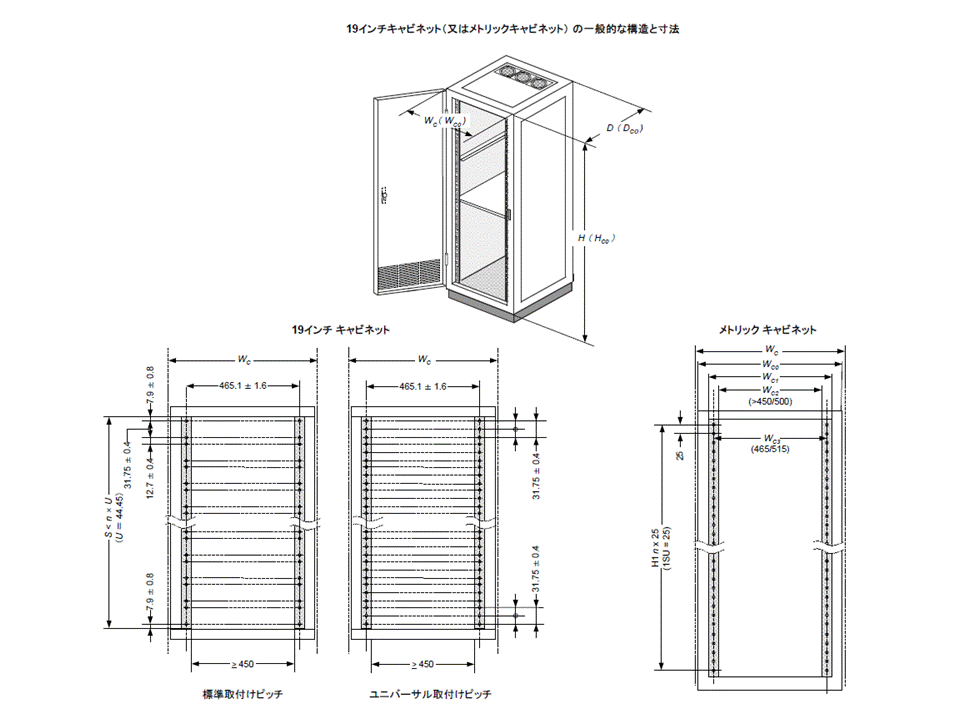
19インチラックとメトリックラックの寸法概要

## ラックの耐環境性能評価
19インチラックとメトリックラックは耐環境性能を評価するための共通の規格をもつ。これはIEC SC48Dで開発されたもので、主要なものは以下のとおりである。また、それぞれの対応JIS規格も発行されている。
耐環境試験規格IEC 61587-1 Ed4 2016 (Mechanical structures for electronic equipment – Tests for IEC 60917 and IEC 60297 series – Part 1: Environmental requirements, test set-up and safety aspects for cabinets, racks, subracks and chassis under indoor condition use and transportation)
対応JIS規格：JIS C 6011-1: 2015（電子装置用きょう体の試験方法－第1部: 屋内設置のキャビネット，ラック，サブラック及びシャシの耐環境性能の試験及び安全性の評価）
耐震試験規格IEC 61587-2 Ed 2.0 2011 (Mechanical structures for electronic equipment- Tests for IEC 60917 and 60297 - Part 2: Seismic tests for cabinets and racks)
対応JIS規格：JIS C 6011-2: 2015（電子装置用きょう体の試験方法－第2部: キャビネット及びラックの耐震試験方法）
電磁シールド性能評価試験規格IEC 61587-3 Ed 2.0 2013 (Mechanical structures for electronic equipment-Tests for IEC 60917and IEC 60297-Part 3: Electromagnetic shielding performance tests for cabinets and subracks)
対応JIS規格：JIS C 6011-3: 2015（電子装置用きょう体の試験方法－第3部: キャビネット及びサブラックの電磁シールド性能試験方法）
ラック及びキャビネットは、専業メーカーによって市場に供給されるのが一般的である。メーカーは先に述べた寸法規格やこれらの耐環境評価のための規格を参照して仕様を決定し、メーカーの標準品として市場に供給することができる。ユーザーは、寸法規格や耐環境評価のための規格を確認して、市場に供給されている標準ラックおよびキャビネットから適切な機種を選定して使用することができる。

## ギャラリー
19インチラックの使用例。
- 背面から撮ったサーバ。
- サーバでの使用例。前面部分。
- サーバでの使用例。背面部分。
- サーバでの使用例。背面部分。
- 音響機器における搭載例。電子楽器や放送機器も19インチラックに適合した製品が多い。